# آناتولی آکیموف
آناتولی آکیموف (روسی: Анатолий Иванович Акимов؛ ۱۵ نوامبر ۱۹۴۷ – ۲۸ ژوئن ۲۰۰۲) بازیکن واترپلو اهل شوروی بود.
وی در مسابقات کشوری و بین‌المللی در مجموع برندهٔ ۱ مدال طلا شده‌است.